# Lisa Mitchell
Lisa Helen Mitchell (* 22. März 1990 in Canterbury, England) ist eine australische Singer-Songwriterin aus Albury, New South Wales. Ihre Debüt-EP schaffte es auf Platz 1 der iTunes-Charts in Australien und erregte somit die Aufmerksamkeit von Little Victories, einer Tochterfirma von Sony/ATV, bei der sie 2007 unterschrieb. Ihre Musik lässt sich im Bereich Folk/Pop einordnen.

## Karriere
Mit drei Jahren zog sie mit ihren Eltern und ihrer Schwester Nicole von England nach Australien. Mit zwölf lernte sie Gitarre spielen, vor allem Folk und Rock, und trat in kleinen Cafés in ihrer Heimatstadt Albury und bei kleinen Events auf. Des Weiteren hatte sie auch öfter Auftritte mit ihrer Cover-Band Chrome, mit der sie Songs von Missy Higgins oder Clare Bowditch spielte.
Im Jahre 2006, also mit 16 Jahren, nahm sie an „Australian Idol“, der australischen Version von Deutschland sucht den Superstar, teil und kam auf den sechsten Platz. Dort nahm sie auch ersten Kontakt zu ihren heutigen Managern von Scorpio Music auf.
Am 13. April 2007 trat sie zusammen mit der Band „The Lees“ und anderen lokalen Bands beim National Youth Week in Parkes, NSW auf und spielte acht eigene Songs. Raechel Lee von The Lees war ebenfalls unter den Top 24 bei „Australian Idol“.
Im März desselben Jahres spielte sie von zu Hause aus live bei Myspace und erreichte Zuschauerzahlen von 10.000. Im Laufe des Jahres spielte sie dann im Vorprogramm von unter anderem Bob Evans, Ben Lee und Evermore. Außerdem startete sie ihre eigene Tour durch Australien mit ihrer ersten EP Said One to the Other, welche am 4. August 2007 bei iTunes und eine Woche später über Scorpio und Warner Music veröffentlicht wurde. Sie erreichte Platz 1 der australischen iTunes Top-Albums-Charts, sowie Platz 27 bei den ARIA Singles Charts. Das Lied Incomplete Lullaby wurde außerdem in der australischen Tanz Reality Show So You Think You Can Dance verwendet.
Gegen Ende des Jahres begann sie für ihr erstes Studioalbum zu schreiben und zog nach London. Dabei arbeitete sie u. a. mit Ben Lee, Kevin Mitchell (= Bob Evans), Clare Bowditch und vielen weiteren namhaften Musikern und Produzenten zusammen. Ihre zweite EP Welcome to the Afternoon kam am 31. März 2008 heraus. Der Download-Single Neopolitan Dreams von ebendieser wird in der australischen Comedyshow Packed to the Rafters und diversen Werbespots verwendet. In Deutschland wurde der Song einer breiten Öffentlichkeit durch einen Werbespot der Deutschen Telekom und durch einen Auftritt von Lena Meyer-Landrut in der Castingshow Unser Star für Oslo bekannt. Außerdem erreichte sie Platz 91 in Triple J's Hottest 100, 2008 und wurde dementsprechend oft im Radio gespielt. Das Lied Far Far Far Away kam in einer Episode der australischen Seifenoper Home and Away vor. Es erschien noch die zweite Single See You When You Get Here. Im Februar tourte sie ein zweites Mal durch Australien.
Einen Großteil des Jahres 2008 verbrachte sie in London, um neue Songs für ihr erstes Studio-Album „The Attic Space“ zu schreiben, welches mittlerweile in „Wonder“ umbenannt wurde. Im November unterzeichnete sie bei RCA Records. Ihre erste Single aus dem Album Neopolitian Dreams kam am 19. Januar ein weiteres Mal heraus. Das Album ist im Juli 2009 erschienen. Anfang 2009 tourte sie als Support für Jason Mraz. Im selben Jahr unternahm sie eine weitere Tour durch Australien.

## Diskografie

### Alben
- Wonder (2009)
- Bless This Mess (2012)
- Warriors (2016)
- A Place To Fall Apart (2022)

### EPs
- Said One to the Other (2007)
- Welcome to the Afternoon (2008)
- Spiritus (2012)
- When They Play That Song (2017)

### Singles
- See You When You Get Here (2008)
- Neopolitan Dreams (2008)
- Coin Laundry (2009)
- Clean White Love (2009)
- Oh! Hark! (2010)
- Spiritus (2012)